# Гебелсова деца
Гебелсова деца су била пет кћерки и један син рођени у браку нацистичког министра пропаганде Јозефа Гебелса и његове супруге Магде Гебелс. Њих су убили њихови родитељи у бункеру у Берлину 1. маја 1945. истог дана када су и они извршили самоубиство.
Магда Гебелс је имала старијег сина, Харалда Кванта, из претходног брака са Гинтером Квантом. Харалд није био присутан када су његове полусестре и полубрат убијени.

## Имена деце
Сва деца су имала имена која су почињала са словом Х, по мишљењу многих у част Адолфа Хитлера, мада за то не постоји доказ. Вероватније је да је Магда добила ову идеју од свог првог мужа, Гинтера, чија су два детета такође имала имена која су почињала словом Х.
Такође, Магдина мајка Аугуста је изјавила да је њихова фамилија имала хоби да смишља имена на слово Х за свако дете.

## Деца

### Хелга Сусан Гебелс
Хелга Сусан Гебелс је рођена 1. септембра 1932. године. Била је најстарије дете Јозефа и Магде Гебелс, као и миљеница Адолфа Хитлера, који ју је често држао у крилу. Гебелс је био поносан на своју најстарију ћерку, која је волела оца више од мајке. Причало се да је била љупка беба са светлоплавим очима која никада није плакала.
Усликана је скупа са Хилде како предаје цвеће Хитлеру на његов рођендан.
Хелга је имала 12 година у тренутку смрти. На основу модрица нађених на њеном телу изведен је закључак да је она одбила да узме морфијум и да јој је он насилно унесен у тело.
Историјско-фантастична књига Карнау Тејпс швајцарског аутора Марсела Бејера је испричана из угла Хелге и непостојећег Хермана Карнауа.

### Хилдегард Траудел Гебелс
Хилдегард Траудел Гебелс рођена је 13. априла 1934. године. У свом дневнику, Гебелс ју је понекад описивао као "малог миша".
У филму Хитлер последњи дани из 2004. године глуми је Шарлота Стојбер. Хилдегард (чији је надимак био Хилде) је имала 11 година у тренутку смрти.

### Хелмут Кристијан Гебелс
Хелмут Кристијан Гебелс рођен 2. октобра 1935. године.
Када је Хитлер извршио самоубиство пуцњем у главу, Хелмут је узвикнуо: „То је био директан погодак“, сматрајући да је у питању звук који долази из борбе у околини Фиреровог бункера.
У септембру 1945. појавиле су се тврдње да је Хелмутов отац био Адолф Хитлер. Хелмут је имао 9 година у тренутку смрти.

### Хедвига Јохана Гебелс
Хедвига Јохана Гебелс рођена је 19. фебруара 1937. године.
Хедвига (чији је надимак био Хеда) имала је 8 година у тренутку смрти.

### Холдине Катрин Гебелс
Холдине Катрин Гебелс је рођена 1. маја 1938. године.
Холдине је пето дете Јозефа и Магде Гебелс. Историчар Дејвид Ирвинг сматра да је Холдинин отац можда био Адолф Хитлер. Холдине и њена породица су умрли на њен седми рођендан.

### Хедрун Елизабет Гебелс
Хедрун Елизабет Гебелс рођена 20. октобра 1940. године.
Била је најмлађе дете Јозефа и Магде Гебелс. Хедрун (чији је надимак био Хеиде) имала је четири године у тренутку смрти.